# Semiothisa subcretata
Semiothisa subcretata är en fjärilsart som beskrevs av W. Warren 1905. Semiothisa subcretata ingår i släktet Semiothisa och familjen mätare. Inga underarter finns listade i Catalogue of Life.